# 特殊偵察連隊
特殊偵察連隊（とくしゅていさつれんたい、英語: SRR:Special Reconnaissance Regiment）は、イギリス陸軍の特殊部隊。部隊創設は2005年4月6日。イギリス特殊部隊（UKSF）を構成する主要部隊のひとつで、一般にはシギント、ISTAR（情報･監視･標的捕捉および偵察）作戦、特殊偵察、対テロなどを任務とするといわれている。

## 組織
北アイルランドでテロ活動を取り締まるために活動していた第14情報中隊が原型とみられる。
連隊の活動内容・指揮系統・要員の採用方法などについてはほとんど公開されておらず、同連隊については不明な点が非常に多い。またイギリス陸軍の連隊としてはめずらしく名誉連隊長が存在自体も含め不明である。

## 活動
政府関係者がこれまでに公に認めた特殊偵察連隊の活動は、2005年のロンドン地下鉄におけるブラジル人男性射殺事件についてのみで、この事件の際は特殊偵察連隊の要員がロンドン警視庁の指揮下で情報収集任務にあたっていたとしている。また射殺を実行したのは特殊偵察連隊の要員ではないかとの一部報道は、当局がこれを否定している。また、2005年の英軍によるイラクのバスラ警察署急襲にも同連隊の関与が一部報道によって指摘されているが、これについて政府関係者からの公式のコメントは無く、憶測の域を出てはいない。2009年には、リアルIRAなど非主流派リパブリカンを監視するために活動したと言われている。

## 制帽
SRR隊員は、部隊のバッジ(エクスカリバーとギリシャ風ヘルメットというマーク)が付いたエメラルドグレーのベレー帽を着用する。